# Patrick Wolff (Schauspieler)
Patrick Wolff (* 11. November 1975 in München) ist ein deutscher Schauspieler und Filmproduzent.

## Leben
Patrick Wolff wurde als Sohn des Schauspielers Christian Wolff geboren. Von 1995 bis 1999 lernte er bei Anneliese Hofmann de Boer Schauspiel und Gesang.
1994 stand er zum ersten Mal in der ZDF-Serie Forsthaus Falkenau zusammen mit seinem Vater vor der Kamera. Regelmäßige Gastauftritte in Serien wie SOKO München, Medicopter 117 – Jedes Leben zählt, Die Rosenheim-Cops und Der Alte folgten. Seine erste Hauptrolle spielte Patrick Wolff 1998 in der ZDF-Fernsehreihe First Love – Die große Liebe. Er wirkte auch in Fernsehfilmen wie Entscheidung auf Mauritius (2001), der Rosamunde Pilcher-Verfilmung Wenn nur noch Liebe zählt und dem Dreiteiler Kanadische Träume und international im italienischen Dreiteiler La Crociera, mit.  2003 war er in Gabriel Baryllis Das Licht von Afrika und 2001 in Zugvögel der Liebe, mit seinem Vater zu sehen. In der ZDF-Serie Die Rettungsflieger spielte er von 2003 bis 2007 den Rettungsassistenten Oberfeldwebel Johnny von Storkow, seine bis dahin wichtigste Rolle. Es folgten viele Filme und Serienrollen, auch als Sohn des Bürgermeisters Wöller (Fritz Wepper) in Um Himmels Willen von 2001 bis 2021.
Patrick Wolff spielte auch Theater. 2001 war er in seiner ersten Theaterrolle in Vierzig Karat zu sehen, und von 2003 bis 2004 ging er mit Antoine de Saint-Exupérys Der kleine Prinz auf Tournee. In  Die Komödie der Irrungen von William Shakespeare spielte Patrick Wolff 2007 eine der Hauptrollen und verkörperte den Antipholus von Ephesus, seine erste klassische Rolle. 2009 spielte er bei den Karl-May-Spielen in Bad Segeberg in Der Schatz im Silbersee den Fred Engel.
Seit 2014 ist Patrick Wolff auch als Produzent tätig. Treppe Aufwärts, sein erster Langfilm, kam 2015 in die deutschen Kinos und lief auf mehreren Festivals. 2017 gründete er mit seinem Partner Patrick Winczewski die Double-U Film.
Seit 2010 ist Patrick Wolff Schirmherr des Vereins … kleine Schritte tun …, der sich um Kinder kümmert, die an Mukoviszidose erkrankt sind.

## Filmografie
- 1994–1999, 2006, 2009: Forsthaus Falkenau (Fernsehserie)
- 1997: Weißblaue Geschichten (Fernsehserie, 2 Folgen)
- 1997–2007: Der Alte (Fernsehserie, 3 Folgen, verschiedene Rollen)
- 1998: First Love – Die große Liebe
- 1998: après ski
- 1998: Kanadische Träume (TV-Mehrteiler)
- 2000: La Crociera
- 2000: Die Rosenheim-Cops (Fernsehserie, 1 Folge)
- 2000: Zugvögel der Liebe
- 2000: Hit and Run
- 2001–2017: SOKO München (Fernsehserie, 6 Folgen, verschiedene Rollen)
- 2001: Rosamunde Pilcher – Wenn nur noch Liebe zählt
- 2001: Medicopter 117 – Jedes Leben zählt (Fernsehserie, 1 Folge)
- 2001: Entscheidung auf Mauritius
- 2001, 2003, 2015: Um Himmels Willen (Fernsehserie)
- 2002–2016: In aller Freundschaft (Fernsehserie, 2 Folgen, verschiedene Rollen)
- 2003: Ondinas
- 2003: Das Licht von Afrika
- 2003–2007: Die Rettungsflieger (Fernsehserie)
- 2005: Tour Excessive
- 2005: Großstadthimmel
- 2005: Die kleinen Dinge im Leben
- 2007: Im Tal der wilden Rosen
- 2007: Maximum
- 2010–2011: Sturm der Liebe (Fernsehserie, 12 Folgen)
- 2012: Unheil in den Bergen
- 2014: Father Rupert Mayer
- 2015: Kreuzfahrt ins Glück – Montenegro
- 2015: Treppe aufwärts
- 2016: SOKO Stuttgart (Fernsehserie, Folge: Ferngesteuert)
- 2018: Hubert und Staller (Fernsehserie, Folge: Schwein gehabt)
- 2018: SOKO Wismar (Fernsehserie, Folge: Herr der Lüfte)
- 2019: Piskopat (ZDF-Fernsehfilm)
- 2021: Das Versprechen (ZDF-Fernsehfilm)
- 2024: Das Küstenrevier (Fernsehserie, Folge: Schwere Kost)

## Theater
- 2001: Vierzig Karat
- 2003–2004: Der kleine Prinz
- 2007: Die Komödie der Irrungen
- 2009: Karl-May-Spiele Bad Segeberg als Fred Engel in Der Schatz im Silbersee
- 2011/12:  Arsen und Spitzenhäubchen
- 2011/12: Das Gras ist Grüner
- 2013: Das Gras ist Grüner
- 2014/15: Amphitryon
- 2015: Zwei beste Freunde
- 2016: Zu Spät, Zu Spät, Zu Spät
- 2018: Fremde Verwandte